# Tôn giáo Việt Nam thời Bắc thuộc
Tôn giáo Việt Nam thời Bắc thuộc phản ánh sự du nhập, phát triền và hòa trộn giữa các tôn giáo và tín ngưỡng truyền thống với ngoại lai trên vùng lãnh thổ Việt Nam trong thời kỳ này. Giới hạn về không gian chỉ có vùng Bắc Bộ và Bắc Trung Bộ, không bao gồm Nam Trung Bộ và Nam Bộ - kết quả của những cuộc nam tiến trong thời kỳ độc lập sau này.

## Khái quát
Trong thời Bắc thuộc lần 1 và lần 2, các tôn giáo truyền vào Việt Nam từ đầu công nguyên là nho giáo, phật giáo và đạo giáo. Sang thời Bắc thuộc lần 3, các tôn giáo này vào Việt Nam có sự hòa trộn nhất định với văn hóa tín ngưỡng cổ truyền của người Việt.
Ba lần Bắc thuộc đầu tiên kéo dài hơn 1000 năm, những giai đoạn người Việt giành lại độc lập tự chủ khá ngắn. Ngược lại, thời Bắc thuộc lần 4 chỉ là một giai đoạn ngắn xen giữa các thời kỳ độc lập lâu dài. Vì vậy, nói tới tôn giáo tín ngưỡng Việt Nam thời Bắc thuộc trong 3 lần Bắc thuộc đầu tiên được thống nhất trong một quá trình hình thành, phát triển chung, còn thời kỳ Bắc thuộc thứ tư được tách riêng thành một giai đoạn.

## Ba thời Bắc thuộc đầu tiên
Ba thời Bắc thuộc này còn được gọi là giai đoạn "ngàn năm Bắc thuộc" kéo dài từ trước công nguyên đến đầu thế kỷ 10.

### Nho giáo
Từ thời Tây Hán, đạo Nho đã xâm nhập làm công cụ phục vụ cho sự cai trị của triều đình nhà Hán. Dần dần có những người Việt theo đường học vấn Nho giáo phục vụ cho chính quyền phương Bắc như Lý Tiến, Lý Cầm, Khương Công Phụ, Khương Công Phục, Lưu Hữu Phương. Nhà Hán cho Lý Tiến trở lại Giao châu, không cho làm quan ở trung nguyên vì "hay chê bai, bắt bẻ triều đình".
Sang thời Tam Quốc - Lục triều, loạn lạc nhiều, Nho giáo dần suy. Sang thời Đường, các tầng lớp hào trưởng người Việt trưởng thành lên một bước qua tiếp thu văn hóa Trung Hoa, nhờ hệ thống trường học Nho giáo được mở nhiều hơn để đào tạo quan lại cho chính quyền đô hộ và đẩy mạnh tri thức văn hóa của tầng lớp người Việt. Không giống như Lý Tiến, anh em Khương Công Phụ đều thành đạt tại triều đình trung ương nhà Đường.
Dù tiếp tục được truyền bá nhưng theo đánh giá của các sử gia, Nho giáo chưa bao giờ phát triển rực rỡ tại Giao châu trong thời bị đô hộ.

### Đạo giáo
Đạo giáo cũng được truyền từ Trung Quốc, tuy muộn hơn Nho giáo nhưng sâu rộng hơn. Thứ sử Giao châu Trương Tân (?-203) là người chuộng Đạo giáo. Đạo giáo truyền vào Việt Nam thời kỳ này chỉ hạn chế ở tầng lớp trên trong xã hội và các quan lại đô hộ. Những hình tượng nguyên sơ của người Việt như Lạc Long Quân, Chử Đồng Tử, Tản Viên, Sơn Tinh, Phù Đổng Thiên Vương… đều dần dần bị Đạo giáo hóa và thần thánh hóa.
Đạo giáo phù thủy từ thế kỷ 2 được truyền vào Giao châu và hòa quyện với những đền miếu, tín ngưỡng dân gian cổ truyền, thờ cúng những người có công với dân tộc Việt.

### Phật giáo
Phật giáo truyền vào Việt Nam vào khoảng thế kỷ đầu công nguyên, theo hai con đường.
- Theo đường bộ, từ Ấn Độ truyền bá vào Trung Quốc theo "con đường tơ lụa" rồi từ đây sang Việt Nam
- Theo đường biển, từ Ấn Độ theo các thương thuyền dọc bờ biển Đông Dương, Nam Dương. Theo đường này, đạo Phật qua Srilanka, Java, Phù Nam, Chăm Pa rồi truyền vào Việt Nam.

Luy Lâu tại Giao châu chính là một trong 3 trung tâm Phật giáo thời Đông Hán cùng với Lạc Dương (kinh đô) và Bành Thành ở hạ lưu sông Trường Giang, trong đó có ý kiến cho rằng trung tâm Luy Lâu hình thành sớm hơn cả. Từ thế kỷ 2, Giao châu đã thành lập những tăng đoàn, dịch kinh Phật, xây dựng chùa và sáng tác sách nói về kinh Phật. Những kinh điển Phật giáo đầu tiên được phiên dịch tại Giao châu là Tứ thập nhị kinh và Lý hoặc luận. Phật giáo có tinh thần hòa đồng với các tín ngưỡng dân gian và các tôn giáo khác như Nho giáo và Đạo giáo. Các nhà truyền giáo nổi tiếng thời này gồm có Khâu Đà La , Chi Cương Lương , Ma Ha Kỳ Vực...
Trong 3 tôn giáo thì Phật giáo là tôn giáo phát triển nhất và có ảnh hưởng mạnh mẽ nhất trong thời kỳ ngàn năm Bắc thuộc. Các nhà nghiên cứu lý giải cho điều này rằng: Phật giáo đến bằng con đường hòa bình, không giống như Nho giáo đến bằng con đường chinh phạt cưỡng bức.
Ngoài Phật giáo Ấn Độ, Giao châu còn chịu ảnh hưởng của 2 phái Phật giáo Thiền tông từ Trung Quốc là Tì-ni-đa-lưu-chi (từ cuối thế kỷ 6) và Vô Ngôn Thông (từ đầu thế kỷ 9). Đây chính là hai giáo phái tạo cơ sở cho sự phát triển của Phật giáo tại Việt Nam sau này. Nhiều cao tăng người Việt từng sang kinh đô Trường An giảng kinh cho các vua Đường hoặc sang Ấn Độ và các nước Nam Hải.
Phật giáo Giao châu cũng gắn liền với tín ngưỡng dân gian, được dân gian hóa và phong tục hóa, thể hiện tâm lý, lòng mong ước và thế giới quan của người nông dân trồng lúa nước ở đồng bằng sông Hồng mà điển hình là tín ngưỡng thờ Tứ Pháp ở vùng Dâu . Phật giáo đến Việt Nam không những làm mất địa vị độc tôn của Nho giáo văn minh Trung Hoa, mà còn thu hút hầu hết thiện cảm của người Việt nhờ tính chất nhu hòa của tôn giáo này. Lê Văn Siêu xem Phật giáo đến Giao châu là điều may mắn cho dân tộc Việt và coi đây là một tác nhân khiến Việt Nam bị Bắc thuộc 1000 năm nhưng vẫn không bị hoàn toàn đồng hóa với người Hoa.

## Thời Bắc thuộc thứ tư
Thời Bắc thuộc lần 4, tục thờ cúng và sinh hoạt tín ngưỡng của người Việt bị đàn áp thô bạo. Nhiều đàn tràng thờ kiểu Trung Quốc được lập.
Năm 1414, Hoàng Phúc truyền lệnh cho các châu huyện phải dựng đàn tràng thờ kiểu Trung Quốc. Tổng số đàn tràng Hoàng Phúc cho lập là 444, trong đó có 148 đàn xã tắc, 148 đàn thờ thần gió, thần mây, thần sét, 46 đàn thờ hàng quận và 102 đàn thờ hàng ấp. Theo sách An Nam chí nguyên của Cao Hùng Trưng, thời kỳ này nhà Minh đã cho xây dựng 861 nhà thờ tự, trong đó có 469 chùa, 92 quán thánh, 48 ngôi đền và 252 tòa miếu. Các nha môn liên quan tới việc tế lễ, thờ cúng và tuyên truyền tôn giáo cũng được xây dựng.